# گربه‌مرغ

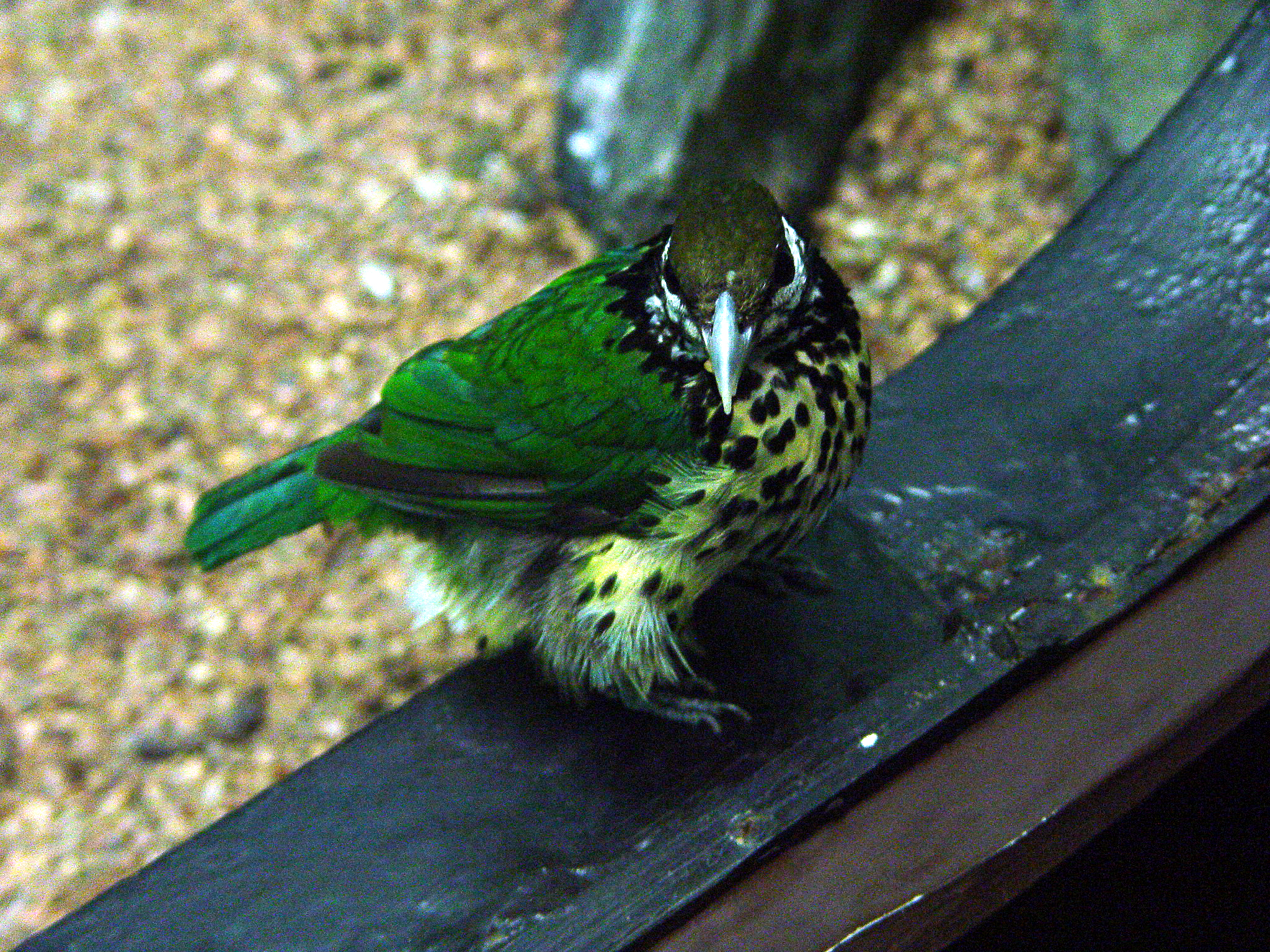
گربه‌مرغ سفید-گوش‌دار

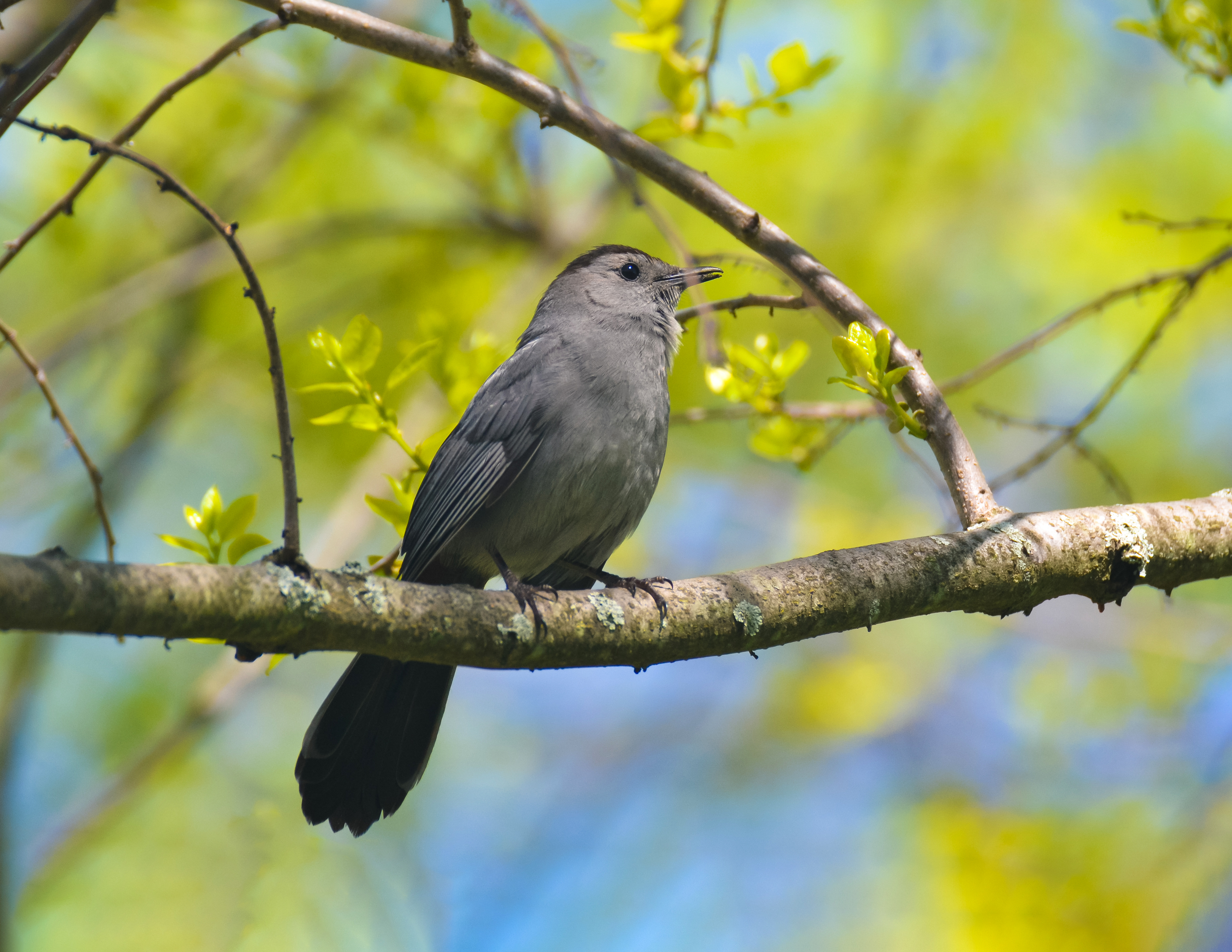
گربه‌مرغ خاکستری

چند گروه ناربط آهنگ‌مرغها، گربه‌مرغ نامیده می‌شوند، برای زاری‌های نالان شان، که میو کردن گربه را می‌ماند. نام سرده Ailuroedus نیز همین‌گونه از یونانی به معنی «گربه-خوان» یا «گربه-آواز» است.